# Sawak al-utubis
Sawak al-utubis (àrab: سواق الأتوبيس, Sawwāq al-Utūbīs, ‘El conductor d'autobús’) és una pel·lícula egípcia dirigida per Atef al-Tayyeb, estrenada el 1982.

## Sinopsi
La pel·lícula explica la història d'Hassan, que treballa com a conductor d'autobús durant el dia i com a taxista a la nit. És l'únic germà de les cinc filles del seu pare (Imad Hamdi) que té un taller de fusteria.
A causa de la negligència del marit de la seva germana, que s'encarrega del seguiment de la comptabilitat del taller, és embargat pel departament fiscal i posat a subhasta. Per evitar que es vengui el taller i salvaguardar la dignitat del seu pare, Hassan demana ajuda a les seves germanes i als seus marits però no troba cap suport. A més, la seva dona li imposa exigències materials que no pot satisfer amb els seus escassos ingressos mentre dedica tot el seu temps i atenció al seu pare.
La pel·lícula va ser escollida com la vuitena millor pel·lícula de la història del cinema egipci.

## Repartiment
- Nour El-Sherif : Hassan
- Mervet Amine : Mervet
- Imad Hamdi : Haj Sultane
- Hassan Houssni : Ouni
- Wahid Seif : Brenss